# Imperio gúrida
Los gúridas o guríes (en persa: سلسله غوریان‎; auto-denominación: شنسبانی, Shansabānī) fueron una dinastía de ascendencia irania de la región de Ghor en lo que actualmente es el centro de Afganistán, aunque su origen étnico exacto se desconoce. La dinastía se convirtió al Islam suní desde el budismo, después de la conquista de Ghor por el sultán gaznaví Mahmud de Gazni en 1011. La dinastía derrocó al Imperio Gaznávida en 1186 cuando el sultán Muhammad de Gur conquistó la última capital gaznávida, Lahore. Reinaron de 1149 a 1212.
El su zénit, el imperio gúrida abarcó Jorasán en el oeste y alcanzó la India septentrional hasta llegar a Bengala en el este. Su primera capital fue Firozkoh en Mandesh, Ghor, que más tarde fue reemplazada por Herat, y finalmente Gazni. Lahore se usó como una capital adicional a finales del período gúrida, especialmente en invierno. Los gúridas patrocinaban la herencia y cultura persa.
Abu ‘Alî (que reinó en 1011–1035) fue el primer rey musulmán de la dinastía gúrida que construyó mezquitas y escuelas islámicas en Ghor.
A los gúridas les sucedió en Jorasán y Persia la dinastía corasmia, y en el norte de la India, la dinastía mameluca del Sultanato de Delhi.

## Orígenes
En el siglo XIX algunos estudiosos europeos, como Mountstuart Elphinstone, favorecieron la idea de que la dinastía gúrida se relacionaba con el actual pueblo pastún pero esto es algo que en general rechazan los eruditos modernos, y, tal como lo explica Morgenstierne en la Enciclopedia del Islam, es por «varios motivos muy improbable». En lugar de ello, el consenso entre los estudiosos modernos (incl. Morgenstierne, Bosworth, Dupree, Gibb, Ghirshman, Longworth Dames y otros) sostienen que la dinastía fue muy probablemente de origen tayiko. Bosworth va más allá y señala que el verdadero nombre de la familia gúrida, Āl-e Šansab (persianizado: Šansabānī), es la pronunciación árabe del nombre original en persa medio Wišnasp.
La región de Guristán siguió estando habitada principalmente por budistas hasta el siglo XII. Fue entonces islamizada y dio lugar al auge de los gúridas. La subida al poder de los gúridas en Ghur, una pequeña zona aislada ubicada en la vastedad de las montañas entre el imperio gaznávida y los selyúcidas, fue un desarrollo inusual e inesperado. La zona era tan remota que hasta el siglo XI, había seguido siendo un enclave pagano rodeado de principados musulmanes. Fue convertido al islam en la primera parte del siglo XII después de que Mahmud la saqueara, y dejó a maestros que instruyeran a los gúridas en los preceptos del Islam. Incluso entonces se cree que persistió una variedad de budismo mahayana en la zona hasta finales del siglo

### Idioma
El idioma nativo de los gúridas era aparentemente diferente del persa de su corte. Abu'l-Fadl Bayhaqi, el famoso historiador de la época gaznávida, escribió en la página 117 de su libro Historia de Beyhaqi (Tarikh-i Bayhaqi): «El sultán Mas'ud se marchó a Guristán y envió a su ilustrado compañero con dos personas de Ghor como intérpretes entre esta persona y la gente de esa región». Sin embargo, como los samánidas y los gaznávidas, los gúridas fueron grandes mecenas de la literatura persa, poesía, y cultura, y las promocionaron en sus cortes como si fueran propias. Escritores contemporáneos se refieren a ellos como los «gúridas persianizados».
No hay nada que confirme la reciente asunción de que los habitantes de Ghor eran originalmente hablantes del pastún, y las pretensiones sobre la existencia de poesía pastún (como en Pata Khazana) del período gúrida no se han sostenido.

## Historia

### Primeros años
Cierto príncipe gúrida llamado Amir Banji, gobernaba Ghor y se le considera antecesor de los señores gúridas medievales. Su gobierno fue legitimado por el califa abasí Harún al-Rashid.
Los gúridas pertenecían a la familia de los Shansabani (representantes de los samánidas) en la región de Ghur (Gūr) del actual Afganistán. Su capital era Firuzkuh, de la que ahora quedan pocos restos, entre ellos el minarete de Jam, parte del Patrimonio de la Humanidad de la Unesco. Tras la islamización de esta región (siglo XI), fue sometida a partir del 1010 a los Gaznavíes del sultán Mahmūd. En 1099, los gúridas pasaron a ser los representantes de los gaznavíes en Ghazni. A mediados del siglo XII, los gúridas habían estado unidos a los gaznavíes y a los selyçucidas durante ciento cincuenta años.
Entonces, Ghor se independizó del imperio gaznávida. En 1149 el señor gaznaví, Bahram Shah envenenó a un jefe gúrida local, Qutb al-Din Muhammad, quien se había refugiado en la ciudad de Gazni después de haberse enemistado con su hermano Sayf al-Din Suri. En venganza, Sayf marchó contra Gazni y derrotó a Bahram-Shah. Sin embargo, un año después, Bahram regresó y logró una victoria decisiva contra Sayf, quien poco después fue capturado y crucificado en Pul-i Yak Taq. 
Su hermano y sucesor, Bahâ’ al-Dîn Sâm I, pretendió vengar la muerte de sus dos hermanos, pero murió por causas naturales antes de poder alcanzar Gazni. Ala al-Din Husayn (1149-1161), uno de los hermanos más jóvenes de Sayf, y recientemente coronado rey gúrida, también emprendió la venganza por la muerte de sus dos hermanos y venció a Bahram Shah. Gazni fue saqueada e incendiada durante siete días y siete noches. Esto hizo que obtuviera el título de Jahānsūz, que significa «el quemador del mundo». Los gaznávidas retomaron la ciudad con ayuda selyúcida, pero se la arrebataron luego los turcos oghuz. Los gaznavíes fueron expulsados de Jorasán. 
En 1152, Ala al-Din Husayn rechazó pagar tributo a los selyúcidas y en lugar de ello marchó con un ejército desde Firozkoh, pero fue derrotado y apresado en Nab por Sultán Ahmed Sanjar. Estuvo cautivo dos años, hasta que fue liberado a cambio de un fuerte rescate pagado a los selyúcidas. Mientras tanto, uno de sus rivales llamado Husayn ibn Nasir al-Din Muhammad al-Madini había tomado Firozkoh, pero fue asesinado en el momento justo en que Ala al-Din regresaba para reclamar su dominio ancestral. Este pasó el resto de su reinado expandiendo sus dominios: logró conquistar Garchistán, Tocaristán y Bamiyán, y más tarde dio Bamiyán y Tocaristán a Fajr al-Din Masud; con la cesión surgió la rama bamiyaní de los gúridas. Ala al-Din murió en 1161, y le sucedió su hijo Sayf al-Din Muhammad, que falleció a su vez dos años después, en una batalla.

### El apogeo de los gúridas
Los gúridas, a la muerte de Husáyn, gobernaron por partida doble: Ghiyath al-Din Muhammad (1163-1203) gobernaba el este de Irán además de Firuzkuh y Herat, mientras que su hermano Muhammad de Gur (1173-1206) hacía lo propio en la India, desde Ghazni y Lahore. Ghiyath al-Din Muhammad era primo de Sayf, hijo de Baha al-Din Sam I, y demostró ser un rey capaz. Justo después de su advenimiento al trono, mató a un jefe gúrida rival llamado Abu'l Abbas, con la ayuda de su leal hermano Muhammad de Gur. Seguidamente batió a su tío Fajr al-Din Masud, quien pretendía el trono gúrida y se había aliado con el gobernador selyúcida de Herat y Balj.
En 1173, Muhammad de Gur reconquistó la ciudad de Gazni y ayudó a Ghiyath en su lucha contra el imperio corasmio por el señorío en el Jorasán. Muhammad se adueñó de Multán y Uch en 1175. A partir de 1178, los gúridas emprendieron la conquista del valle del Indo. Muhammad se anexionó el principado gaznávida de Lahore en 1186, expulsando a los últimos gaznávidas del Panyab. Según historiadores contemporáneos, se vengó por su bisabuelo Muhammad ibn Suri. Muhammad de Gur empezó la conquista del norte de la India después de su victoria en la batalla de Thaneswar (Thanesar) en la que derrotó a los rajás (príncipes) hindúes dirigidos por Prithivirâja Châhumâna III (1192). En 1202, los gúridas llegaron con sus conquistas hasta Bengala y Guyarat. Después de la muerte de su hermano Ghiyath en 1202, Muhammad heredó su imperio; reinó hasta su asesinato en 1206 cerca de Jhelum a manos de miembros de la tribu Khokhar (en lo que es hoy la moderna Pakistán). Entonces el imperio se disgregó rápidamente.

### Declive y caída
Entonces se produjo una confusa lucha entre los líderes gúridas que quedaron, y los jorezmitas fueron capaces de hacerse con el imperio gúrida alrededor del año 1215. Las regiones de Irán quedaron, desde 1215, bajo el poder de los jorezmitas y en la India, de los generales esclavos (mamelucos) dirigidos por Qutb-ud-din Aybak que consiguieron la independencia y crearon el sultanato de Delhi.
Aunque el imperio de los gúridas fue breve, las conquistas de Muhammad de Gur fortalecieron las bases del gobierno musulmán en la India. A su muerte, la importancia de Gazni y Gur se desvaneció, y fueron reemplazadas por Delhi como centro de poder en la India durante el gobierno de sus sucesores mamelucos.

## Influencias culturales
Los gúridas fueron grandes defensores de la cultura y literatura persas y establecieron la base para un persianizado en la India. Sin embargo, la mayor parte de la literatura producida durante la época gúrida se ha perdido. También transfirieron la arquitectura irania a la India.
A partir del estado gúrida creció el sultanato de Delhi que estableció el idioma persa como el idioma oficial de la corte de la región – un estatus que conservó hasta finales de la era mogol en el siglo XIX.

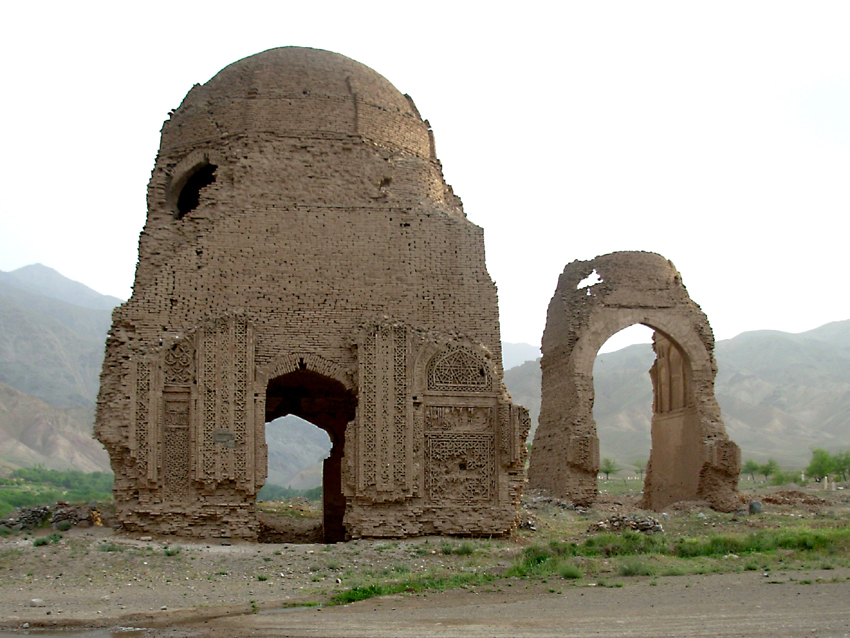
Los dos mausoleos de Chisht (el occidental fue construido en 1167)
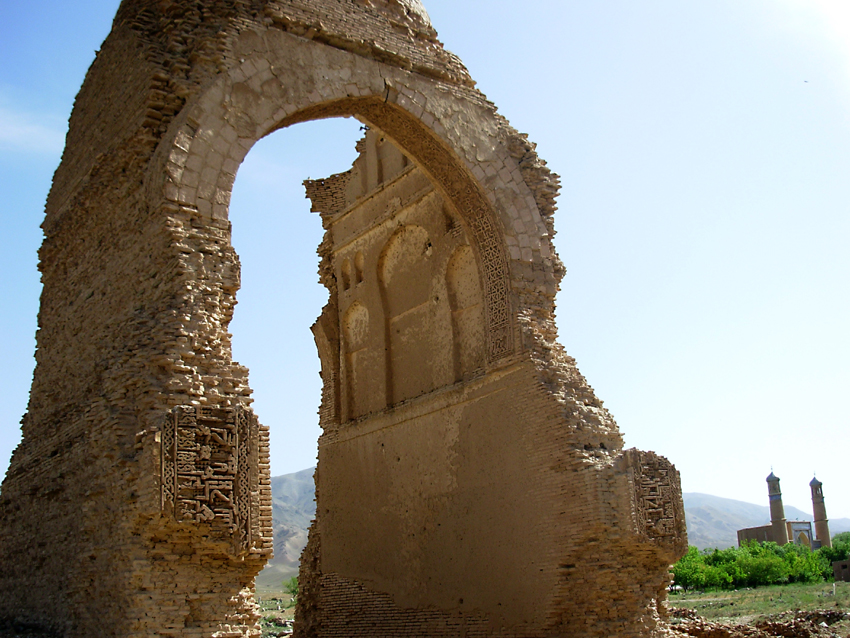
El mausoleo oriental de Chisht (construido en 1194)
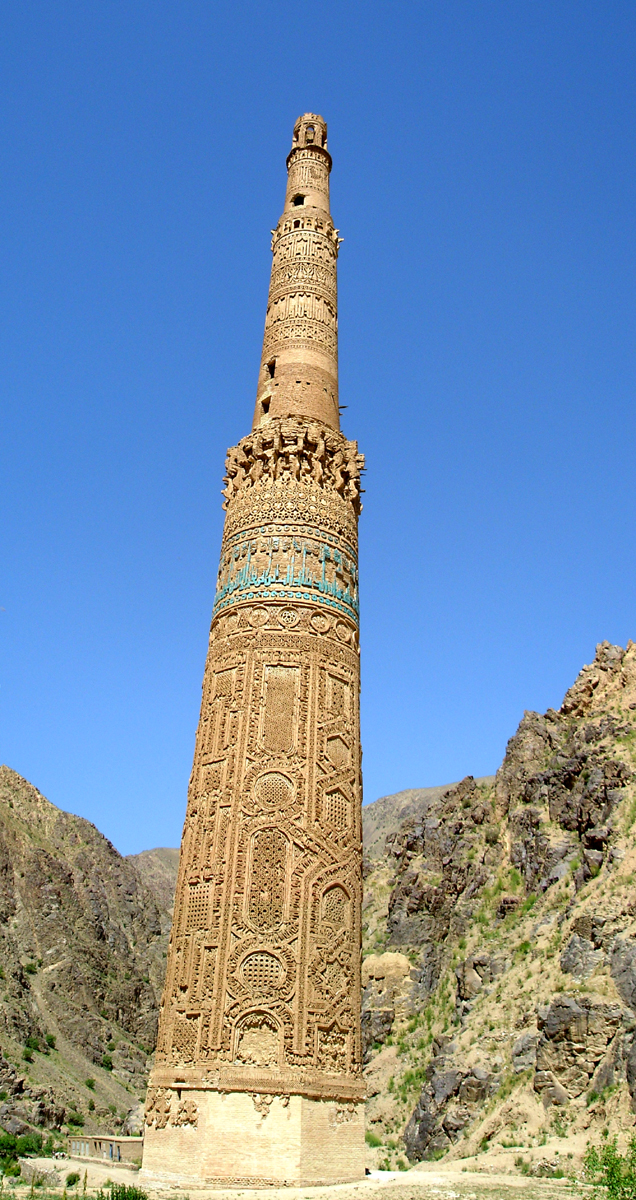
El minarete de Jam en la provincia de Gur de Afganistán (terminado en 1174/75) – Patrimonio de la Humanidad desde 2002
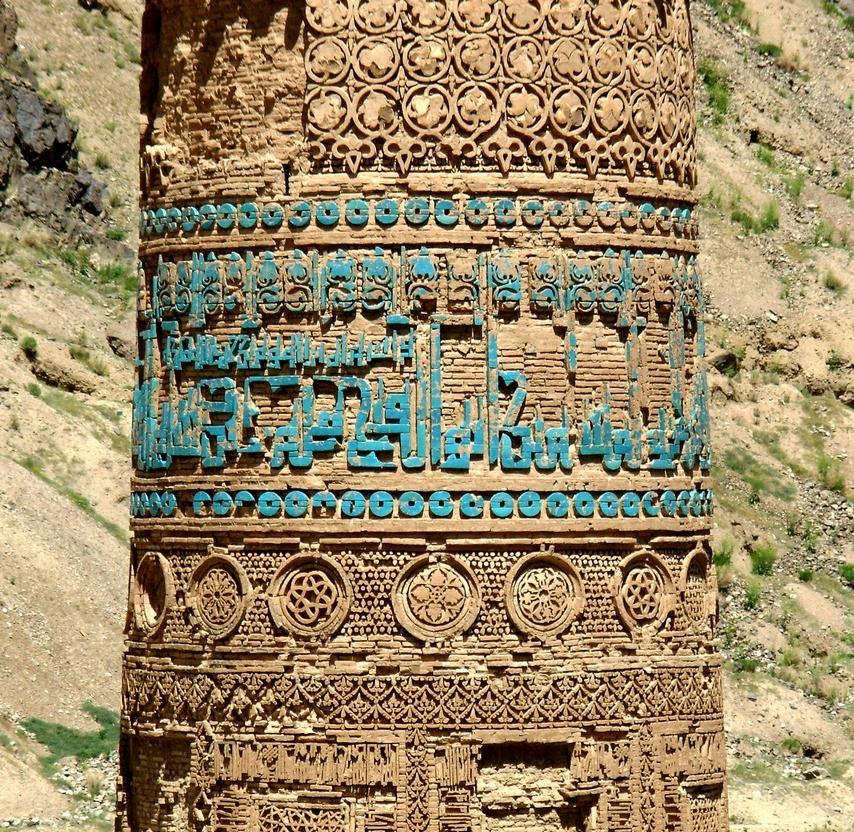
Inscripción en el minarete de Jam, mostrando el nombre y los títulos del sultán Ghiyath ad-Din Muhammad
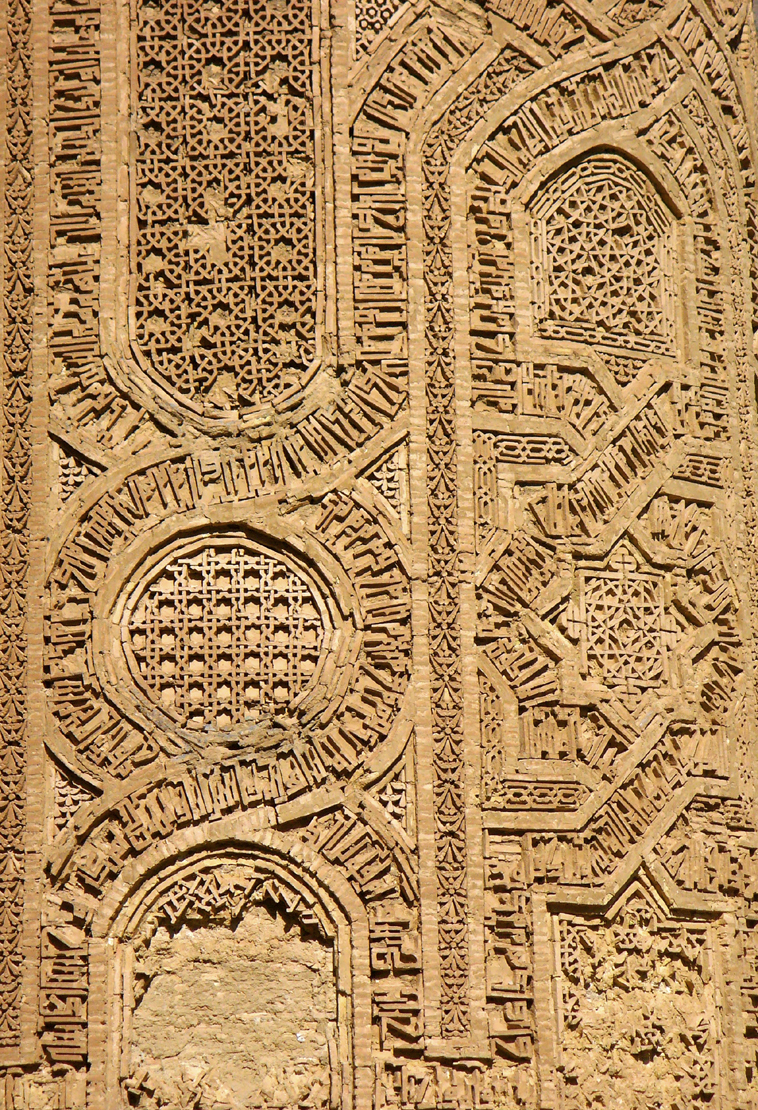
Bandas ornamentales sobre el minarete de Jam, en las que se puede leer la Sura 19 del Corán
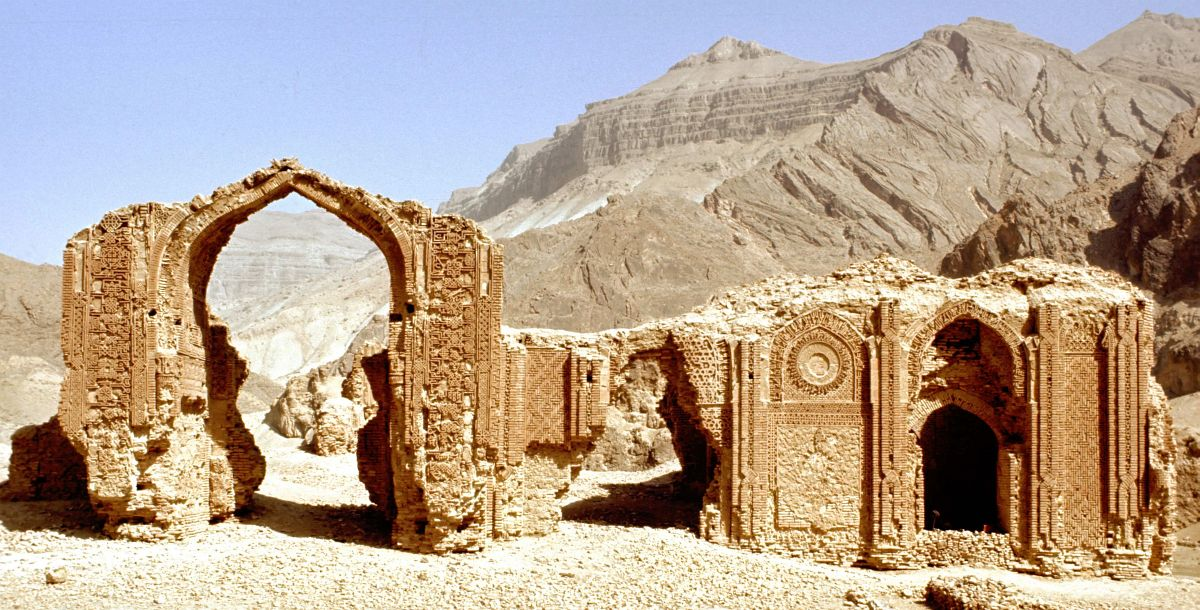
Ruinas de la madraza Shah-i Mashhad (construida en 1176)

## Lista de soberanos

### Línea principal deGur (Ġawr)después deGazni
- Malik Amir Suri (Ss. IX-X)
- Malik Muhammad ben Sûrî (S. X-1011)
- Malik Abu ‘Alî (1011-1035)
- Malik Shîth (1035-1060)
- Malik Muhammad (1060-1080)
- Malik Qutb al-Dîn Hasan (1080-1100)
- Abul-Muluk Izz al-Din Husayn (1100-1146)
- Malik Sayf al-Din Suri (1146-1149)
- Malik Bahâ’ al-Dîn Sâm I (1149)
- Malik / Sultan al-Muazzam ‘Ala’ al-Dîn Husayn (1149-1161)
- Malik Sayf al-Dîn Muhammad (1161-1163)
- Sultan Abul-Fateh Ghiyâth al-Dîn Muhammad (1163-1202)
- Sultan Shahāb-ud-din Muhammad Ghori Mu`izz al-Dîn Muhammad (1202-1206), reinó en Gazni a partir de 1173.
- Sultan Ghiyâth al-Dîn Mahmâd (1206-1212)
- Sultan Bahâ’ al-Dîn Sâm II (1212-1213)
- Sultan ‘Alâ’ al-Dîn Atsiz (1213-1214)
- Sultan Ala al-Din Ali (1214-1215)

Conquista de los jorezmitas

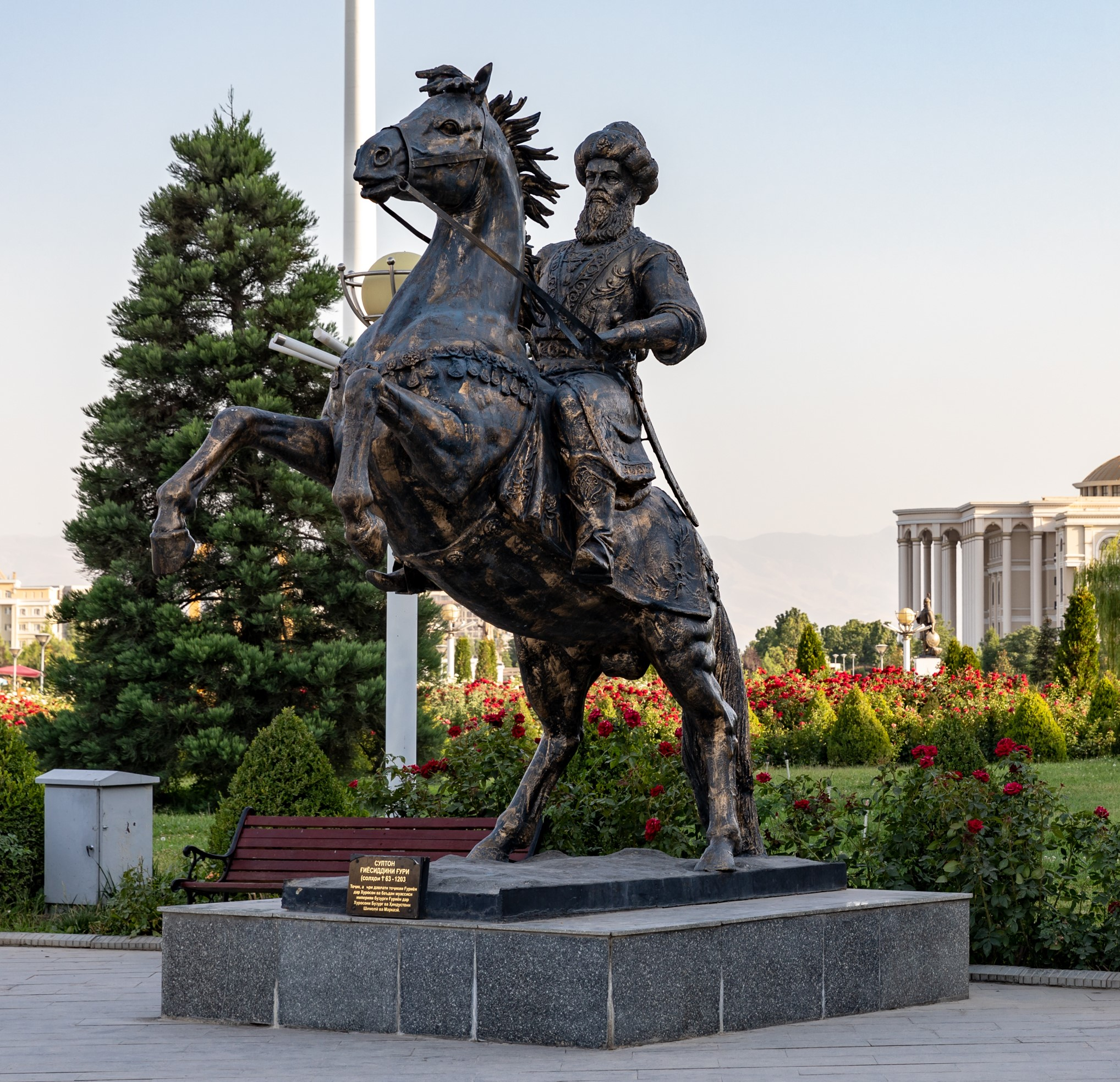
Sultan Ghiyath al-Din Muhammad
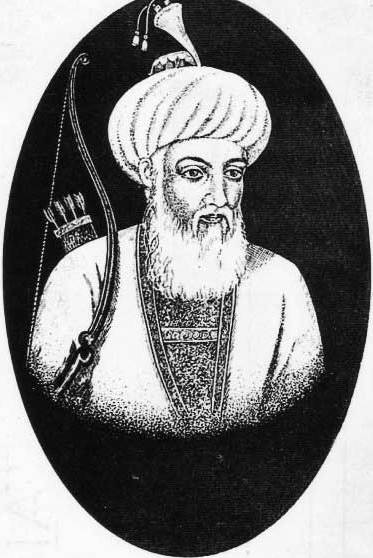
Sultan Mu'izz al-Din Muhammad

### Línea deBamiyány deTocaristán
- Malik Fajr al-Dîn Mas‘ûd (1152–1163)
- Malik Shams al-Dîn Muhammad (1163–1192)
- Malik Abbas ibn Muhammad (1192)
- Malik / Abul-Mu'ayyid Bahâ’ al-Dîn Sâm II (1192–1206)
- Malik Jalâl al-Dîn ‘Alî (1206–1215)

Conquista de los jorezmitas

## Árbol genealógico de los gúridas
|  |  |                              |                              |                              |                              |                              |                              |  |  |                            |                            |                            |                            |                            |                            | Amir Suri (s. IX-X)           |                      |                      |                      |                                |                             |                             |                             |                             |                             |                                     |                                     |                                     |                                     |                                     |                                     |  |  |                               |                               |                               |                               |                                  |                                  |                                  |                                  |                                  |                                  |                               |                               |                               |                               |                              |                              |                              |                              |  |  |                           |                           |                           |                           |                                   |                                   |                                   |                                   |                                   |                                   |                                |                                |                                |                                |                     |                     |                     |                     |  |  |  |  |  |  |  |  |  |  |  |  |  |  |  |  |  |  |  |  |  |  |  |  |  |  |  |  |  |  |  |  |
|  |  |                              |                              |                              |                              |                              |                              |  |  |                            |                            |                            |                            |                            |                            |                               |                      |                      |                      |                                |                             |                             |                             |                             |                             |                                     |                                     |                                     |                                     |                                     |                                     |  |  |                               |                               |                               |                               |                                  |                                  |                                  |                                  |                                  |                                  |                               |                               |                               |                               |                              |                              |                              |                              |  |  |                           |                           |                           |                           |                                   |                                   |                                   |                                   |                                   |                                   |                                |                                |                                |                                |                     |                     |                     |                     |  |  |  |  |  |  |  |  |  |  |  |  |  |  |  |  |  |  |  |  |  |  |  |  |  |  |  |  |  |  |  |  |
|  |  |                              |                              |                              |                              |                              |                              |  |  |                            |                            |                            |                            |                            |                            | Muhammad ibn Suri (s. X-1011) |                      |                      |                      |                                |                             |                             |                             |                             |                             |                                     |                                     |                                     |                                     |                                     |                                     |  |  |                               |                               |                               |                               |                                  |                                  |                                  |                                  |                                  |                                  |                               |                               |                               |                               |                              |                              |                              |                              |  |  |                           |                           |                           |                           |                                   |                                   |                                   |                                   |                                   |                                   |                                |                                |                                |                                |                     |                     |                     |                     |  |  |  |  |  |  |  |  |  |  |  |  |  |  |  |  |  |  |  |  |  |  |  |  |  |  |  |  |  |  |  |  |
|  |  |                              |                              |                              |                              |                              |                              |  |  |                            |                            |                            |                            |                            |                            |                               |                      |                      |                      |                                |                             |                             |                             |                             |                             |                                     |                                     |                                     |                                     |                                     |                                     |  |  |                               |                               |                               |                               |                                  |                                  |                                  |                                  |                                  |                                  |                               |                               |                               |                               |                              |                              |                              |                              |  |  |                           |                           |                           |                           |                                   |                                   |                                   |                                   |                                   |                                   |                                |                                |                                |                                |                     |                     |                     |                     |  |  |  |  |  |  |  |  |  |  |  |  |  |  |  |  |  |  |  |  |  |  |  |  |  |  |  |  |  |  |  |  |
|  |  |                              |                              |                              |                              |                              |                              |  |  |                            |                            |                            |                            |                            |                            |                               |                      |                      |                      |                                |                             |                             |                             |                             |                             |                                     |                                     |                                     |                                     |                                     |                                     |  |  |                               |                               |                               |                               |                                  |                                  |                                  |                                  |                                  |                                  |                               |                               |                               |                               |                              |                              |                              |                              |  |  |                           |                           |                           |                           |                                   |                                   |                                   |                                   |                                   |                                   |                                |                                |                                |                                |                     |                     |                     |                     |  |  |  |  |  |  |  |  |  |  |  |  |  |  |  |  |  |  |  |  |  |  |  |  |  |  |  |  |  |  |  |  |
|  |  |                              |                              |                              |                              |                              |                              |  |  |                            |                            | Abu ‘Alî (1011-1035)       | Abu ‘Alî (1011-1035)       | Abu ‘Alî (1011-1035)       | Abu ‘Alî (1011-1035)       | Abu ‘Alî (1011-1035)          | Abu ‘Alî (1011-1035) |                      |                      | Abbas ibn Shith (1035-1060)    | Abbas ibn Shith (1035-1060) | Abbas ibn Shith (1035-1060) | Abbas ibn Shith (1035-1060) | Abbas ibn Shith (1035-1060) | Abbas ibn Shith (1035-1060) |                                     |                                     |                                     |                                     |                                     |                                     |  |  |                               |                               |                               |                               |                                  |                                  |                                  |                                  |                                  |                                  |                               |                               |                               |                               |                              |                              |                              |                              |  |  |                           |                           |                           |                           |                                   |                                   |                                   |                                   |                                   |                                   |                                |                                |                                |                                |                     |                     |                     |                     |  |  |  |  |  |  |  |  |  |  |  |  |  |  |  |  |  |  |  |  |  |  |  |  |  |  |  |  |  |  |  |  |
|  |  |                              |                              |                              |                              |                              |                              |  |  |                            |                            | Abu ‘Alî (1011-1035)       | Abu ‘Alî (1011-1035)       | Abu ‘Alî (1011-1035)       | Abu ‘Alî (1011-1035)       | Abu ‘Alî (1011-1035)          | Abu ‘Alî (1011-1035) |                      |                      | Abbas ibn Shith (1035-1060)    | Abbas ibn Shith (1035-1060) | Abbas ibn Shith (1035-1060) | Abbas ibn Shith (1035-1060) | Abbas ibn Shith (1035-1060) | Abbas ibn Shith (1035-1060) |                                     |                                     |                                     |                                     |                                     |                                     |  |  |                               |                               |                               |                               |                                  |                                  |                                  |                                  |                                  |                                  |                               |                               |                               |                               |                              |                              |                              |                              |  |  |                           |                           |                           |                           |                                   |                                   |                                   |                                   |                                   |                                   |                                |                                |                                |                                |                     |                     |                     |                     |  |  |  |  |  |  |  |  |  |  |  |  |  |  |  |  |  |  |  |  |  |  |  |  |  |  |  |  |  |  |  |  |
|  |  |                              |                              |                              |                              |                              |                              |  |  |                            |                            |                            |                            |                            |                            |                               |                      |                      |                      | Muhammad ibn Abbas (1060-1080) |                             |                             |                             |                             |                             |                                     |                                     |                                     |                                     |                                     |                                     |  |  |                               |                               |                               |                               |                                  |                                  |                                  |                                  |                                  |                                  |                               |                               |                               |                               |                              |                              |                              |                              |  |  |                           |                           |                           |                           |                                   |                                   |                                   |                                   |                                   |                                   |                                |                                |                                |                                |                     |                     |                     |                     |  |  |  |  |  |  |  |  |  |  |  |  |  |  |  |  |  |  |  |  |  |  |  |  |  |  |  |  |  |  |  |  |
|  |  |                              |                              |                              |                              |                              |                              |  |  |                            |                            |                            |                            |                            |                            |                               |                      |                      |                      |                                |                             |                             |                             |                             |                             |                                     |                                     |                                     |                                     |                                     |                                     |  |  |                               |                               |                               |                               |                                  |                                  |                                  |                                  |                                  |                                  |                               |                               |                               |                               |                              |                              |                              |                              |  |  |                           |                           |                           |                           |                                   |                                   |                                   |                                   |                                   |                                   |                                |                                |                                |                                |                     |                     |                     |                     |  |  |  |  |  |  |  |  |  |  |  |  |  |  |  |  |  |  |  |  |  |  |  |  |  |  |  |  |  |  |  |  |
|  |  |                              |                              |                              |                              |                              |                              |  |  |                            |                            |                            |                            |                            |                            |                               |                      |                      |                      | Qutb al-Dîn Hasan (1080-1100)  |                             |                             |                             |                             |                             |                                     |                                     |                                     |                                     |                                     |                                     |  |  |                               |                               |                               |                               |                                  |                                  |                                  |                                  |                                  |                                  |                               |                               |                               |                               |                              |                              |                              |                              |  |  |                           |                           |                           |                           |                                   |                                   |                                   |                                   |                                   |                                   |                                |                                |                                |                                |                     |                     |                     |                     |  |  |  |  |  |  |  |  |  |  |  |  |  |  |  |  |  |  |  |  |  |  |  |  |  |  |  |  |  |  |  |  |
|  |  |                              |                              |                              |                              |                              |                              |  |  |                            |                            |                            |                            |                            |                            |                               |                      |                      |                      |                                |                             |                             |                             |                             |                             |                                     |                                     |                                     |                                     |                                     |                                     |  |  |                               |                               |                               |                               |                                  |                                  |                                  |                                  |                                  |                                  |                               |                               |                               |                               |                              |                              |                              |                              |  |  |                           |                           |                           |                           |                                   |                                   |                                   |                                   |                                   |                                   |                                |                                |                                |                                |                     |                     |                     |                     |  |  |  |  |  |  |  |  |  |  |  |  |  |  |  |  |  |  |  |  |  |  |  |  |  |  |  |  |  |  |  |  |
|  |  |                              |                              |                              |                              |                              |                              |  |  |                            |                            |                            |                            |                            |                            |                               |                      |                      |                      | Izz al-Din Husayn (1100-1146)  |                             |                             |                             |                             |                             |                                     |                                     |                                     |                                     |                                     |                                     |  |  |                               |                               |                               |                               |                                  |                                  |                                  |                                  |                                  |                                  |                               |                               |                               |                               |                              |                              |                              |                              |  |  |                           |                           |                           |                           |                                   |                                   |                                   |                                   |                                   |                                   |                                |                                |                                |                                |                     |                     |                     |                     |  |  |  |  |  |  |  |  |  |  |  |  |  |  |  |  |  |  |  |  |  |  |  |  |  |  |  |  |  |  |  |  |
|  |  |                              |                              |                              |                              |                              |                              |  |  |                            |                            |                            |                            |                            |                            |                               |                      |                      |                      |                                |                             |                             |                             |                             |                             |                                     |                                     |                                     |                                     |                                     |                                     |  |  |                               |                               |                               |                               |                                  |                                  |                                  |                                  |                                  |                                  |                               |                               |                               |                               |                              |                              |                              |                              |  |  |                           |                           |                           |                           |                                   |                                   |                                   |                                   |                                   |                                   |                                |                                |                                |                                |                     |                     |                     |                     |  |  |  |  |  |  |  |  |  |  |  |  |  |  |  |  |  |  |  |  |  |  |  |  |  |  |  |  |  |  |  |  |
|  |  |                              |                              |                              |                              |                              |                              |  |  |                            |                            |                            |                            |                            |                            |                               |                      |                      |                      |                                |                             |                             |                             |                             |                             |                                     |                                     |                                     |                                     |                                     |                                     |  |  |                               |                               |                               |                               |                                  |                                  |                                  |                                  |                                  |                                  |                               |                               |                               |                               |                              |                              |                              |                              |  |  |                           |                           |                           |                           |                                   |                                   |                                   |                                   |                                   |                                   |                                |                                |                                |                                |                     |                     |                     |                     |  |  |  |  |  |  |  |  |  |  |  |  |  |  |  |  |  |  |  |  |  |  |  |  |  |  |  |  |  |  |  |  |
|  |  |                              |                              |                              |                              |                              |                              |  |  |                            |                            |                            |                            |                            |                            |                               |                      |                      |                      |                                |                             |                             |                             |                             |                             |                                     |                                     |                                     |                                     |                                     |                                     |  |  |                               |                               |                               |                               |                                  |                                  |                                  |                                  |                                  |                                  |                               |                               |                               |                               |                              |                              |                              |                              |  |  |                           |                           |                           |                           |                                   |                                   |                                   |                                   |                                   |                                   |                                |                                |                                |                                |                     |                     |                     |                     |  |  |  |  |  |  |  |  |  |  |  |  |  |  |  |  |  |  |  |  |  |  |  |  |  |  |  |  |  |  |  |  |
|  |  |                              |                              |                              |                              |                              |                              |  |  |                            |                            |                            |                            |                            |                            |                               |                      |                      |                      |                                |                             |                             |                             |                             |                             |                                     |                                     |                                     |                                     |                                     |                                     |  |  |                               |                               |                               |                               |                                  |                                  |                                  |                                  |                                  |                                  |                               |                               |                               |                               |                              |                              |                              |                              |  |  |                           |                           |                           |                           |                                   |                                   |                                   |                                   |                                   |                                   |                                |                                |                                |                                |                     |                     |                     |                     |  |  |  |  |  |  |  |  |  |  |  |  |  |  |  |  |  |  |  |  |  |  |  |  |  |  |  |  |  |  |  |  |
|  |  | Sayf al-Din Suri (1146-1149) | Sayf al-Din Suri (1146-1149) | Sayf al-Din Suri (1146-1149) | Sayf al-Din Suri (1146-1149) | Sayf al-Din Suri (1146-1149) | Sayf al-Din Suri (1146-1149) |  |  | Shuja al-Din Muhammad      | Shuja al-Din Muhammad      | Shuja al-Din Muhammad      | Shuja al-Din Muhammad      | Shuja al-Din Muhammad      | Shuja al-Din Muhammad      |                               |                      | Qutb al-Din Muhammad | Qutb al-Din Muhammad | Qutb al-Din Muhammad           | Qutb al-Din Muhammad        | Qutb al-Din Muhammad        | Qutb al-Din Muhammad        |                             |                             | Baha al-Din Sam I (1149)            | Baha al-Din Sam I (1149)            | Baha al-Din Sam I (1149)            | Baha al-Din Sam I (1149)            | Baha al-Din Sam I (1149)            | Baha al-Din Sam I (1149)            |  |  | Nasir al-Din Muhammad Kharnak | Nasir al-Din Muhammad Kharnak | Nasir al-Din Muhammad Kharnak | Nasir al-Din Muhammad Kharnak | Nasir al-Din Muhammad Kharnak    | Nasir al-Din Muhammad Kharnak    |                                  |                                  | Ala al-Din Husayn (1149-1161)    | Ala al-Din Husayn (1149-1161)    | Ala al-Din Husayn (1149-1161) | Ala al-Din Husayn (1149-1161) | Ala al-Din Husayn (1149-1161) | Ala al-Din Husayn (1149-1161) |                              |                              |                              |                              |  |  |                           |                           |                           |                           | Fakhr al-Din Masud (1152-1163)    | Fakhr al-Din Masud (1152-1163)    | Fakhr al-Din Masud (1152-1163)    | Fakhr al-Din Masud (1152-1163)    | Fakhr al-Din Masud (1152-1163)    | Fakhr al-Din Masud (1152-1163)    |                                |                                |                                |                                |                     |                     |                     |                     |  |  |  |  |  |  |  |  |  |  |  |  |  |  |  |  |  |  |  |  |  |  |  |  |  |  |  |  |  |  |  |  |
|  |  | Sayf al-Din Suri (1146-1149) | Sayf al-Din Suri (1146-1149) | Sayf al-Din Suri (1146-1149) | Sayf al-Din Suri (1146-1149) | Sayf al-Din Suri (1146-1149) | Sayf al-Din Suri (1146-1149) |  |  | Shuja al-Din Muhammad      | Shuja al-Din Muhammad      | Shuja al-Din Muhammad      | Shuja al-Din Muhammad      | Shuja al-Din Muhammad      | Shuja al-Din Muhammad      |                               |                      | Qutb al-Din Muhammad | Qutb al-Din Muhammad | Qutb al-Din Muhammad           | Qutb al-Din Muhammad        | Qutb al-Din Muhammad        | Qutb al-Din Muhammad        |                             |                             | Baha al-Din Sam I (1149)            | Baha al-Din Sam I (1149)            | Baha al-Din Sam I (1149)            | Baha al-Din Sam I (1149)            | Baha al-Din Sam I (1149)            | Baha al-Din Sam I (1149)            |  |  | Nasir al-Din Muhammad Kharnak | Nasir al-Din Muhammad Kharnak | Nasir al-Din Muhammad Kharnak | Nasir al-Din Muhammad Kharnak | Nasir al-Din Muhammad Kharnak    | Nasir al-Din Muhammad Kharnak    |                                  |                                  | Ala al-Din Husayn (1149-1161)    | Ala al-Din Husayn (1149-1161)    | Ala al-Din Husayn (1149-1161) | Ala al-Din Husayn (1149-1161) | Ala al-Din Husayn (1149-1161) | Ala al-Din Husayn (1149-1161) |                              |                              |                              |                              |  |  |                           |                           |                           |                           | Fakhr al-Din Masud (1152-1163)    | Fakhr al-Din Masud (1152-1163)    | Fakhr al-Din Masud (1152-1163)    | Fakhr al-Din Masud (1152-1163)    | Fakhr al-Din Masud (1152-1163)    | Fakhr al-Din Masud (1152-1163)    |                                |                                |                                |                                |                     |                     |                     |                     |  |  |  |  |  |  |  |  |  |  |  |  |  |  |  |  |  |  |  |  |  |  |  |  |  |  |  |  |  |  |  |  |
|  |  |                              |                              |                              |                              |                              |                              |  |  | Ala al-Din Ali (1214-1215) | Ala al-Din Ali (1214-1215) | Ala al-Din Ali (1214-1215) | Ala al-Din Ali (1214-1215) | Ala al-Din Ali (1214-1215) | Ala al-Din Ali (1214-1215) |                               |                      |                      |                      |                                |                             |                             |                             |                             |                             | Ghiyath al-Din Muhammad (1163-1202) | Ghiyath al-Din Muhammad (1163-1202) | Ghiyath al-Din Muhammad (1163-1202) | Ghiyath al-Din Muhammad (1163-1202) | Ghiyath al-Din Muhammad (1163-1202) | Ghiyath al-Din Muhammad (1163-1202) |  |  |                               |                               |                               |                               |                                  |                                  |                                  |                                  | Muhammad de Gur (1202-1206)      | Muhammad de Gur (1202-1206)      | Muhammad de Gur (1202-1206)   | Muhammad de Gur (1202-1206)   | Muhammad de Gur (1202-1206)   | Muhammad de Gur (1202-1206)   |                              |                              |                              |                              |  |  |                           |                           |                           |                           | Shams al-Din Muhammad (1163-1192) | Shams al-Din Muhammad (1163-1192) | Shams al-Din Muhammad (1163-1192) | Shams al-Din Muhammad (1163-1192) | Shams al-Din Muhammad (1163-1192) | Shams al-Din Muhammad (1163-1192) |                                |                                |                                |                                |                     |                     |                     |                     |  |  |  |  |  |  |  |  |  |  |  |  |  |  |  |  |  |  |  |  |  |  |  |  |  |  |  |  |  |  |  |  |
|  |  |                              |                              |                              |                              |                              |                              |  |  | Ala al-Din Ali (1214-1215) | Ala al-Din Ali (1214-1215) | Ala al-Din Ali (1214-1215) | Ala al-Din Ali (1214-1215) | Ala al-Din Ali (1214-1215) | Ala al-Din Ali (1214-1215) |                               |                      |                      |                      |                                |                             |                             |                             |                             |                             | Ghiyath al-Din Muhammad (1163-1202) | Ghiyath al-Din Muhammad (1163-1202) | Ghiyath al-Din Muhammad (1163-1202) | Ghiyath al-Din Muhammad (1163-1202) | Ghiyath al-Din Muhammad (1163-1202) | Ghiyath al-Din Muhammad (1163-1202) |  |  |                               |                               |                               |                               |                                  |                                  |                                  |                                  | Muhammad de Gur (1202-1206)      | Muhammad de Gur (1202-1206)      | Muhammad de Gur (1202-1206)   | Muhammad de Gur (1202-1206)   | Muhammad de Gur (1202-1206)   | Muhammad de Gur (1202-1206)   |                              |                              |                              |                              |  |  |                           |                           |                           |                           | Shams al-Din Muhammad (1163-1192) | Shams al-Din Muhammad (1163-1192) | Shams al-Din Muhammad (1163-1192) | Shams al-Din Muhammad (1163-1192) | Shams al-Din Muhammad (1163-1192) | Shams al-Din Muhammad (1163-1192) |                                |                                |                                |                                |                     |                     |                     |                     |  |  |  |  |  |  |  |  |  |  |  |  |  |  |  |  |  |  |  |  |  |  |  |  |  |  |  |  |  |  |  |  |
|  |  |                              |                              |                              |                              |                              |                              |  |  |                            |                            |                            |                            |                            |                            |                               |                      |                      |                      |                                |                             |                             |                             |                             |                             |                                     |                                     |                                     |                                     |                                     |                                     |  |  |                               |                               |                               |                               |                                  |                                  |                                  |                                  |                                  |                                  |                               |                               |                               |                               |                              |                              |                              |                              |  |  |                           |                           |                           |                           |                                   |                                   |                                   |                                   |                                   |                                   |                                |                                |                                |                                |                     |                     |                     |                     |  |  |  |  |  |  |  |  |  |  |  |  |  |  |  |  |  |  |  |  |  |  |  |  |  |  |  |  |  |  |  |  |
|  |  |                              |                              |                              |                              |                              |                              |  |  |                            |                            |                            |                            |                            |                            |                               |                      |                      |                      |                                |                             |                             |                             |                             |                             | Ghiyâth al-Dîn Mahmâd (1206-1212)   | Ghiyâth al-Dîn Mahmâd (1206-1212)   | Ghiyâth al-Dîn Mahmâd (1206-1212)   | Ghiyâth al-Dîn Mahmâd (1206-1212)   | Ghiyâth al-Dîn Mahmâd (1206-1212)   | Ghiyâth al-Dîn Mahmâd (1206-1212)   |  |  |                               |                               |                               |                               | Sayf al-Din Muhammad (1149-1157) | Sayf al-Din Muhammad (1149-1157) | Sayf al-Din Muhammad (1149-1157) | Sayf al-Din Muhammad (1149-1157) | Sayf al-Din Muhammad (1149-1157) | Sayf al-Din Muhammad (1149-1157) |                               |                               | Ala al-Din Atsiz (1213-1214)  | Ala al-Din Atsiz (1213-1214)  | Ala al-Din Atsiz (1213-1214) | Ala al-Din Atsiz (1213-1214) | Ala al-Din Atsiz (1213-1214) | Ala al-Din Atsiz (1213-1214) |  |  | Abbas ibn Muhammad (1192) | Abbas ibn Muhammad (1192) | Abbas ibn Muhammad (1192) | Abbas ibn Muhammad (1192) | Abbas ibn Muhammad (1192)         | Abbas ibn Muhammad (1192)         |                                   |                                   | Baha al-Din Sam II (1192-1206)    | Baha al-Din Sam II (1192-1206)    | Baha al-Din Sam II (1192-1206) | Baha al-Din Sam II (1192-1206) | Baha al-Din Sam II (1192-1206) | Baha al-Din Sam II (1192-1206) |                     |                     |                     |                     |  |  |  |  |  |  |  |  |  |  |  |  |  |  |  |  |  |  |  |  |  |  |  |  |  |  |  |  |  |  |  |  |
|  |  |                              |                              |                              |                              |                              |                              |  |  |                            |                            |                            |                            |                            |                            |                               |                      |                      |                      |                                |                             |                             |                             |                             |                             | Ghiyâth al-Dîn Mahmâd (1206-1212)   | Ghiyâth al-Dîn Mahmâd (1206-1212)   | Ghiyâth al-Dîn Mahmâd (1206-1212)   | Ghiyâth al-Dîn Mahmâd (1206-1212)   | Ghiyâth al-Dîn Mahmâd (1206-1212)   | Ghiyâth al-Dîn Mahmâd (1206-1212)   |  |  |                               |                               |                               |                               | Sayf al-Din Muhammad (1149-1157) | Sayf al-Din Muhammad (1149-1157) | Sayf al-Din Muhammad (1149-1157) | Sayf al-Din Muhammad (1149-1157) | Sayf al-Din Muhammad (1149-1157) | Sayf al-Din Muhammad (1149-1157) |                               |                               | Ala al-Din Atsiz (1213-1214)  | Ala al-Din Atsiz (1213-1214)  | Ala al-Din Atsiz (1213-1214) | Ala al-Din Atsiz (1213-1214) | Ala al-Din Atsiz (1213-1214) | Ala al-Din Atsiz (1213-1214) |  |  | Abbas ibn Muhammad (1192) | Abbas ibn Muhammad (1192) | Abbas ibn Muhammad (1192) | Abbas ibn Muhammad (1192) | Abbas ibn Muhammad (1192)         | Abbas ibn Muhammad (1192)         |                                   |                                   | Baha al-Din Sam II (1192-1206)    | Baha al-Din Sam II (1192-1206)    | Baha al-Din Sam II (1192-1206) | Baha al-Din Sam II (1192-1206) | Baha al-Din Sam II (1192-1206) | Baha al-Din Sam II (1192-1206) |                     |                     |                     |                     |  |  |  |  |  |  |  |  |  |  |  |  |  |  |  |  |  |  |  |  |  |  |  |  |  |  |  |  |  |  |  |  |
|  |  |                              |                              |                              |                              |                              |                              |  |  |                            |                            |                            |                            |                            |                            |                               |                      |                      |                      |                                |                             |                             |                             |                             |                             |                                     |                                     |                                     |                                     |                                     |                                     |  |  |                               |                               |                               |                               |                                  |                                  |                                  |                                  |                                  |                                  |                               |                               |                               |                               |                              |                              |                              |                              |  |  |                           |                           |                           |                           |                                   |                                   |                                   |                                   |                                   |                                   |                                |                                |                                |                                |                     |                     |                     |                     |  |  |  |  |  |  |  |  |  |  |  |  |  |  |  |  |  |  |  |  |  |  |  |  |  |  |  |  |  |  |  |  |
|  |  |                              |                              |                              |                              |                              |                              |  |  |                            |                            |                            |                            |                            |                            |                               |                      |                      |                      |                                |                             |                             |                             |                             |                             | Baha al-Din Sam III (1212-1213)     | Baha al-Din Sam III (1212-1213)     | Baha al-Din Sam III (1212-1213)     | Baha al-Din Sam III (1212-1213)     | Baha al-Din Sam III (1212-1213)     | Baha al-Din Sam III (1212-1213)     |  |  |                               |                               |                               |                               |                                  |                                  |                                  |                                  |                                  |                                  |                               |                               |                               |                               |                              |                              |                              |                              |  |  |                           |                           |                           |                           | Jalal al-Din Ali (1206-1215)      | Jalal al-Din Ali (1206-1215)      | Jalal al-Din Ali (1206-1215)      | Jalal al-Din Ali (1206-1215)      | Jalal al-Din Ali (1206-1215)      | Jalal al-Din Ali (1206-1215)      |                                |                                | Ala al-Din Muhammad            | Ala al-Din Muhammad            | Ala al-Din Muhammad | Ala al-Din Muhammad | Ala al-Din Muhammad | Ala al-Din Muhammad |  |  |  |  |  |  |  |  |  |  |  |  |  |  |  |  |  |  |  |  |  |  |  |  |  |  |  |  |  |  |  |  |

## Gobernantes de la dinastía gúrida
| Rey                     | Reinado     |
| ----------------------- | ----------- |
| Amir Suri               | Siglo IX    |
| Muhammad ibn Suri       | 1007 - 1011 |
| Abu ‘Alî                | 1011 - 1035 |
| Abbas ibn Shith         | 1035 - 1060 |
| Muhammad ibn Abbas      | 1060 - 1080 |
| Qutb al-Dîn Hasan       | 1080 - 1100 |
| Izz al-Din Husayn       | 1100 - 1146 |
| Sayf al-Din Suri        | 1146 - 1149 |
| Baha al-Din Sam I       | 1149        |
| Ala al-Din Husayn       | 1149 - 1161 |
| Sayf al-Din Muhammad    | 1161 - 1163 |
| Ghiyath al-Din Muhammad | 1163 - 1203 |
| Mu'izz al-Din Muhammad  | 1172 - 1203 |
| Mu'izz al-Din Muhammad  | 1203 - 1206 |
| Ghiyâth al-Dîn Mahmâd   | 1206 - 1212 |
| Baha al-Din Sam III     | 1212 - 1213 |
| Ala al-Din Atsiz        | 1213 - 1214 |
| Ala al-Din Ali          | 1214 - 1215 |